# Cranichis diphylla
Cranichis diphylla är en orkidéart som beskrevs av Olof Swartz. Cranichis diphylla ingår i släktet Cranichis, och familjen orkidéer. Inga underarter finns listade i Catalogue of Life.